# محمد بن ایوب طبری
محمد بن ایوب طبری (درگذشته پس از ۴۸۵ هجری قمری) ریاضی‌دان و اخترشناس ایرانی از نیمهٔ دوم قرن پنجم هجری و نویسندهٔ آثار متعدد در علوم ریاضی به زبان فارسی است.
نام و کنیهٔ او در مقدمهٔ تعدادی از آثارش به‌صورت ابوجعفر محمد بن ایوب الحاسب الطبری آمده است.
محققان با توجه به اشارات موجود در مقدمهٔ آثارش چنین نتیجه گرفته‌اند که محمد بن ایوب طبری معاصر الب ارسلان و ملکشاه سلجوقی بوده و در ربع قرن از ۴۶۱ تا بعد از ۴۸۵ (سال درگذشت ملکشاه) فعالیت علمی داشته‌است.

## آثار
از محمد بن ایوب طبری یازده کتاب و رساله شناخته شده‌است:
۱. مفتاح المعاملات. متن ریاضی در حساب و هندسهٔ عملی (نام آن به معنی کلید عمل‌های حساب) است و برای برخورداری عامهٔ مردم نگارش یافته است. نثر مفتاح‌المعاملات نمونه‌ای است از آثار علمی محض در قرون چهارم و پنجم و هم‌شیوه با التفهیم بیرونی و آثار فارسی ابن سینا، و با اینکه در ربع آخر قرن پنجم تصنیف گردیده اما از نظر سبک به نخستین آثار منثور فارسی می‌ماند. مفتاح‌المعاملات بر اساس نسخهٔ منحصر به فرد مورخ ۶۳۲ توسط دکتر محمدامین ریاحی تصحیح شده است.
۲. شش فصل در اسطرلاب. موضوع این کتاب شناخت اسطرلاب و اجزا و کاربردهای آن است. در بارهٔ ابزار نجومی اسطرلاب پیش از او خوارزمی و بیرونی و دیگران رسالاتی نوشته بودند اما شش فصل کهن‌ترین اثر موجود در زبان فارسی در این موضوع و مأخذ اصلی کتاب‌هایی است که بعداً در این زمینه تألیف شده است. از آن جمله رسالهٔ معروف بیست باب خواجه نصیر طوسی تحریر تازه‌ای از شش فصل است. این کتاب توسط دکتر محمدامین ریاحی بر اساس دو نسخهٔ کهن مورخ ۵۷۲ و ۵۵۸ تصحیح شده است.
۳. عمل و الالقاب، تحریر دیگری از شش فصل است که توسط همان مصحح و به ضمیمهٔ همان کتاب انتشار یافته است.
۴. شمارنامه، کتابی است در علم حساب در سه فصل و مجموعاً ۶۴ باب (به تصحیح تقی بینش انتشار یافته است).
۵. تحفةالغرایب، کتابی است در ۲۷ باب مشتمل بر مطالب متنوعی که علاوه بر زبان فارسی از نظر فرهنگ عامه نیز اهمیت دارد (به تصحیح دکتر جلال متینی انتشار یافته است).
۶. زیج مفرد، مفصل‌ترین اثر مؤلف است.
۷. رسالهٔ استخراج اندر شناختن عمر و هیلاج.
۸. المونس فی نزهة اهل‌المجلس.
۹. رسالهٔ قواعدی چند در معرفت هر حرکت و قوسی.
۱۰. رساله در مقدمات اختیارات در سیارات سبعه.
۱۱. رسالهٔ ضمیر وخبی.